# Mil Mi-24
De Mil Mi-24 (Russisch: Ми-24) (NAVO-codenaam: Hind) is een grote Russische gevechtshelikopter die ook een klein aantal militairen kan vervoeren. De exportversies zijn de Mi-25 en Mi-35. Hij is sinds 1976 in dienst bij de luchtmacht van de Sovjet-Unie (en haar opvolgers).
Sovjetpiloten noemden de helikopter 'letajoesjtsji tank', oftewel 'vliegende tank'. Een andere veel gebruikte bijnaam is 'krokodil', vanwege zijn camouflage en vorm.

## Kenmerken

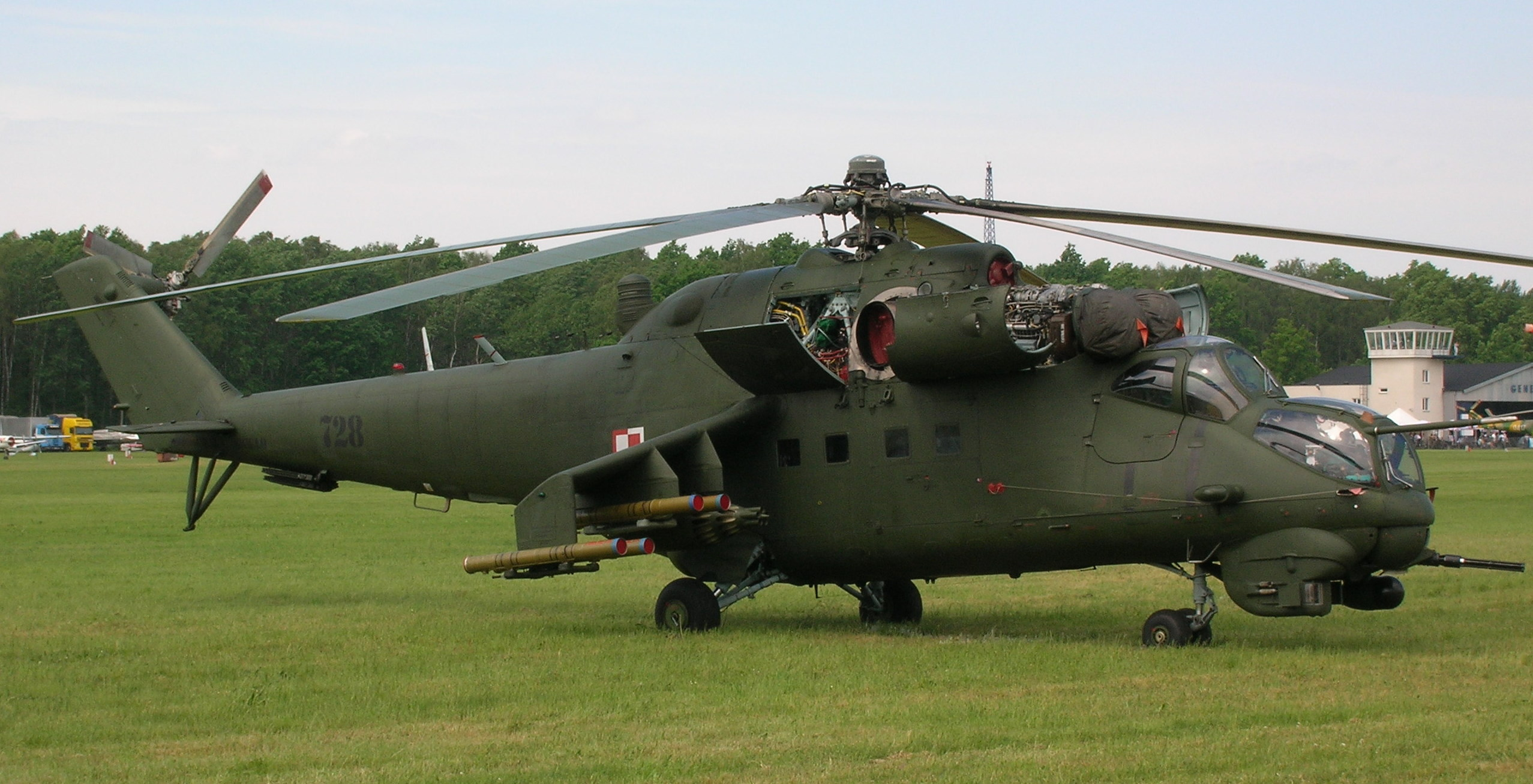
Een Mi-24W van het Poolse leger

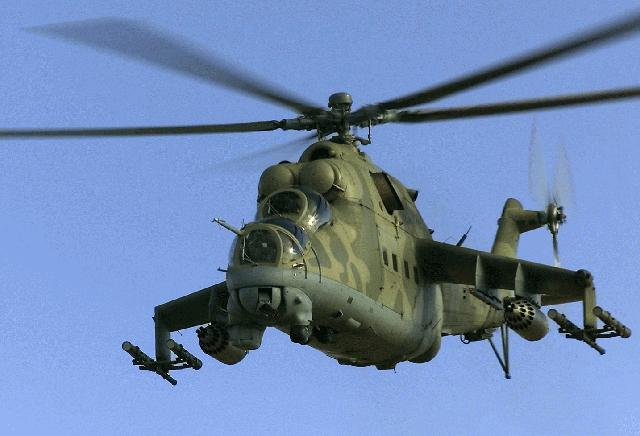
Boven Texas

De basis van de helikopter is de Mil Mi-8, met bovenop twee turboshaftmotoren die een vijfbladige rotor aandrijven. Vanaf de D-versie kreeg de Hind zijn karakteristieke bubbelcockpit. Andere componenten komen van de Mil Mi-14. Ophangpunten voor wapens zijn bevestigd onder twee kleine vleugels die in het midden zijn gemonteerd. Deze vleugels leveren tegelijkertijd ook lift. Ze hebben beide 3 ophangpunten. De wapenuitrusting is missieafhankelijk. De Hind kan ingezet worden voor close air support, antitankmissies en luchtgevechten. De romp is zwaar gepantserd en de titanium rotorbladen kunnen tegen een inslag van 12,7mm-kogels. De cockpit staat onder druk om de bemanning te beschermen tijdens NBC-condities. De helikopter heeft een intrekbaar driedelig landingsgestel.
De grootte en het gewicht van de Hind beperken zijn prestaties, met name de beweeglijkheid en duurzaamheid. Met maximum startgewicht moet de Hind een rollende start maken, omdat hij anders bijna niet de lucht in komt. De problemen met de dual-role Hind hebben geleid tot de ontwikkeling van een vervanger voor de rol als gunship, wat leidde tot de Mil Mi-28 en de Kamov Ka-50.

## Specificaties
- Bemanning: twee: een piloot en een co-piloot
- Capaciteit: acht militairen of vier brancards
- Lengte: 17,50 m
- Diameter rotor: 17,30 m
- Hoogte: 6,50 m
- Leeggewicht: 8.500 kg
- Maximaal startgewicht: 12.000 kg
- Motoren: twee Isotov TV-3 turboshafts à 1.600 kW
- Maximumsnelheid: 335 km/h
- Plafond: 4.500 m
- Actieradius: 450 km

## Museumexemplaren
Zowel het Koninklijk Museum van het Leger en de Krijgsgeschiedenis in België, het Panzermuseum East in Denemarken, als het Technikmuseum Speyer in Duitsland heeft een Mi-24 in de collectie.